# Juan Quero
Juan Quero Barraso (Vallecas, 17 ottobre 1984) è un ex calciatore spagnolo, di ruolo attaccante.

## Carriera
Dopo aver giocato nei settori giovanili di Real Madrid e Las Rozas, dal 2003 al 2005 gioca al Santa Ana nella quarta divisione spagnola. Trascorre poi la stagione 2005-2006 segnando 4 gol in 35 presenze all'Alcorcón in Segunda División B (la terza divisione spagnola), mentre nella stagione 2006-2007 si divide tra Poli Ejido e nuovamente Alcorcón, con cui segna altri 2 gol in 26 presenze.
Nella stagione 2007-2008 realizza 3 reti in 28 presenze in Segunda División con la maglia del Numancia, vincendo il campionato ed ottenendo la promozione nella prima divisione spagnola, campionato nel quale nella stagione 2008-2009 disputa 25 partite, sempre con la maglia del Numancia. Nella stagione 2009-2010 gioca nel Rayo Vallecano, con cui realizza 2 reti in 31 presenze nella seconda divisione spagnola. A fine stagione viene ceduto in prestito all'Elche, con cui gioca 2 partite in Coppa del Re; successivamente, nel novembre del 2010 passa in prestito al Las Palmas, dove rimane fino al termine della stagione giocando 17 partite nella seconda divisione spagnola. Nella stagione 2011-2012 disputa invece 18 partite di seconda divisione (nelle quali segna un gol) e 5 partite (con un ulteriore gol segnato) in Coppa del Re con la maglia del Córdoba, a cui era stato ceduto in prestito dal Rayo Vallecano. Terminato questo ulteriore prestito si svincola e, nel gennaio del 2013, va a giocare negli Emirati Arabi Uniti al Dubai Club, dove gioca una partita nella prima divisione locale e rimane fino al marzo dello stesso anno, quando si trasferisce in Thailandia al Buriram Utd, con cui l'anno seguente realizza 2 reti in 9 presenze nella prima divisione thailandese; nel luglio del 2013 passa in prestito al Chonburi, altro club della prima divisione thailandese, dove termina la stagione.
Nel 2014 si trasferisce in Bolivia all'Oriente Petrolero, dove gioca 2 partite in Coppa Libertadores e 18 partite (nelle quali realizza anche 2 reti) nella prima divisione boliviana; nel luglio del 2014 torna in Thailandia, al Ratchaburi Mitr Phol, con cui gioca 3 partite nella prima divisione thailandese. Nel gennaio del 2015 torna dopo 3 anni a giocare in patria: nella seconda parte della stagione 2014-2015 segna un gol in 13 presenze (2 delle quali nei play-off) in Segunda División B, la terza divisione spagnola.
Nella stagione 2015 va a Malta al Birkirkara, con cui gioca e perde la Supercoppa di Malta, segnando poi un gol nella sua unica presenza stagionale in Coppa di Malta ed un gol in 9 presenze nella prima divisione maltese; nel gennaio del 2016 si trasferisce in India per giocare con i DSK Shivajians, con cui termina la stagione segnando 3 gol in 10 partite; nella stagione seguente realizza invece 2 gol in 18 partite in I-League. Nell'estate del 2017 torna nuovamente in patria, al Fuenlabrada, in Segunda División B.

## Palmarès

### Club

#### Competizioni nazionali
- Segunda División (Spagna): 1

Numancia: 2007-2008